# Galaktyka nieregularna

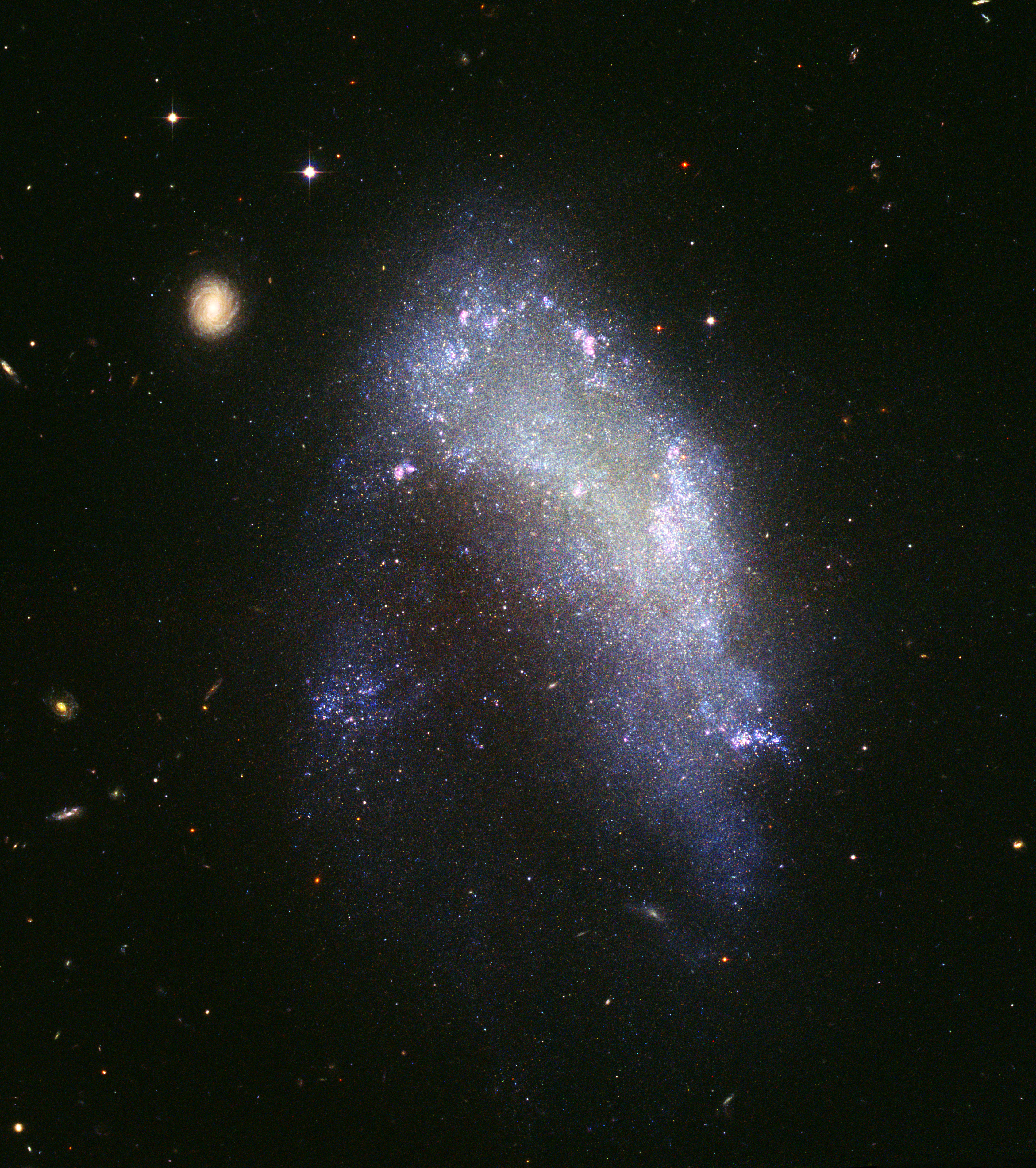
Galaktyka nieregularna NGC 1427A w gwiazdozbiorze Erydana

Galaktyki nieregularne (Irr – od ang. Irregular) – galaktyki, które nie mają określonego symetrycznego kształtu. Większość z nich ma względnie niewielkie rozmiary, a ich prototypem jest Mały Obłok Magellana. W wielu z nich znajdują się obszary, w których tworzą się gwiazdy.
Wyróżnia się dwa typy galaktyk nieregularnych:
- Irr I, określane też czasami jako skrajne galaktyki spiralne – posiadają pewną strukturę, jednak nie da się ich sklasyfikować do żadnego podtypu galaktyk spiralnych lub eliptycznych.
- Irr II – galaktyki nieposiadające widocznej struktury.

Wyróżnia się też karłowate galaktyki nieregularne (dIrr).
Galaktyki nieregularne są zniekształcone i porozrywane, bogate w gaz, pył i nowe gwiazdy. Ponieważ są aktywne gwiazdotwórczo przetaczają się przez nie olbrzymie fale formowania gwiazd. Często to zawierają rozległe różowe, wodorowe mgławice emisyjne, w których powstają nowe gwiazdy. Niektóre z galaktyk nieregularnych zawierają śladową strukturę w postaci centralnej poprzeczki, a czasem też zaczątków ramion spiralnych, co świadczy o ewolucji galaktyk nieregularnych do spiralnych. Supernowe pojawiają się w całej ich objętości, a oprócz tego występuje na nich promieniowanie gamma.
Galaktyki nieregularne stanowią znaczącą (źródła podają 20-50%) część ogółu znanych galaktyk.